# DFB-Pokal 1953/54
DFB-Pokalsieger 1954 wurde der VfB Stuttgart. Das Finale fand am 17. April 1954 im Südweststadion in Ludwigshafen am Rhein statt. Teilnehmer waren die Sieger der Regionalpokalwettbewerbe, die Finalisten der deutschen Meisterschaft und der Amateurmeister SV Bergisch Gladbach.

## Viertelfinale
| Datum         |                      | Ergebnis  |                      |
| ------------- | -------------------- | --------- | -------------------- |
| Sa 01.08.1953 | 1. FC Kaiserslautern | 12:3 1    | Hamburger SV         |
| Sa 01.08.1953 | 1. FC Köln           | 3:2       | BFC Viktoria 1889    |
| So 02.08.1953 | TuS Neuendorf        | 2:1       | 1. FC Nürnberg       |
| Sa 02.08.1953 | VfB Stuttgart        | 1:1 n. V. | SV Bergisch Gladbach |

### Wiederholungsspiel
| Datum         |                      | Ergebnis |               |
| ------------- | -------------------- | -------- | ------------- |
| So 16.08.1953 | SV Bergisch Gladbach | 10:6 2   | VfB Stuttgart |

## Halbfinale
| Datum         |               | Ergebnis  |               |
| ------------- | ------------- | --------- | ------------- |
| So 13.12.1953 | Hamburger SV  | 1:3 n. V. | 1. FC Köln    |
| So 13.12.1953 | VfB Stuttgart | 2:2 n. V. | TuS Neuendorf |

### Wiederholungsspiel
| Datum         |               | Ergebnis |               |
| ------------- | ------------- | -------- | ------------- |
| Mi 24.03.1954 | TuS Neuendorf | 0:2      | VfB Stuttgart |

## Finale
| Paarung        | VfB Stuttgart – 1. FC Köln |
| Ergebnis       | 1:0 n. V. |
| Datum          | Samstag, 17. April 1954 |
| Stadion        | Südweststadion, Ludwigshafen am Rhein |
| Zuschauer      | 60.000 |
| Schiedsrichter | Albert Dusch (Kaiserslautern) |
| Tore           | 1:0 Erwin Waldner (94.) |
| VfB Stuttgart  | Karl Bögelein, Erich Retter, Richard Steimle, Pit Krieger, Robert Schlienz , Karl Barufka, Ludwig Hinterstocker, Otto Baitinger, Walter Bühler, Rolf Blessing, Erwin Waldner Cheftrainer: Georg Wurzer |
| 1. FC Köln     | Frans de Munck, Stefan Langen, Hans Graf , Paul Mebus, Benno Hartmann, Herbert Dörner, Walter Müller, Georg Stollenwerk, Berthold Nordmann, Josef Röhrig, Hans Schäfer Cheftrainer: Karl Winkler       |

## Beste Torschützen
2 Tore
- Georg Stollenwerk (1. FC Köln)
- Erwin Waldner (VfB Stuttgart)